# Liste der denkmalgeschützten Objekte in Piechowice
Grundlage dieser Liste der denkmalgeschützten Objekte in Piechowice (Powiat Jeleniogórski) in der Woiwodschaft Niederschlesien sind die Listen des Narodowy Instytut Dziedzictwa (NID, deutsch Nationales Institut für Kulturerbe), siehe unter NID-Listen der Woiwodschaften unter "Wykaz zabytków nieruchomych wpisanych do rejestru zabytków" - Liste der unbeweglichen Denkmäler, eingetragen im Register der Denkmäler. 
Die folgenden Angaben ersetzen nicht die rechtsverbindliche Auskunft der Denkmalbehörde.

## Denkmalgeschützte Objekte in der StadtPiechowice
Die denkmalgeschützten Objekte in der Stadt Piechowice (Petersdorf) im Powiat Jeleniogórski (Kreis Hirschberg) werden entsprechend der polnischen Denkmalliste nach den Stadtteilen aufgelistet.

### Piechowice(Petersdorf)
| Lage                                  | Objekt      | Beschreibung                                                                  | NID-Nr.    | Bild           |
| ------------------------------------- | ----------- | ----------------------------------------------------------------------------- | ---------- | -------------- |
| Piechowice (Standort)                 | Pfarrkirche | Pfarrkirche St. Antonius von Padua, erbaut 1909–1911, mit Pfarrhaus           | A/6152/1-2 | weitere Bilder |
| Piechowice (Standort)                 | Pfarrhaus   | Pfarrhaus, erbaut 1909–1911, zugehörig zur Pfarrkirche St. Antonius von Padua | ohne       | Pfarrhaus      |
| Piechowice, ul. Boczna 17 (Standort)  | Haus        | Haus (18./19. Jh.)                                                            | 26/488/J   | weitere Bilder |
| Piechowice, ul. Wczasowa 6 (Standort) | Pension     | Pension „Uroczysko“, früher Sanatorium „Wilhelmshöhe“ (1890)                  | 627/1045/J | Pension        |
| Piechowice, ul. Kolejowa (Standort)   | Wasserturm  | Wasserturm der Eisenbahn (1909)                                               | 632/1267/J | Wasserturm     |

### Pakoszów(Wernersdorf)
| Lage                                            | Objekt                         | Beschreibung                                                                | NID-Nr.   | Bild           |
| ----------------------------------------------- | ------------------------------ | --------------------------------------------------------------------------- | --------- | -------------- |
| Piechowice, ul. Zamkowa 3 (Pakoszów) (Standort) | Schloss Pakoszów (Wernersdorf) | Schloss Wernersdorf (17. und 19. Jh.), Denkmalensemble mit Schloss und Park | 630/619   | weitere Bilder |
| Piechowice (Pakoszów) (Standort)                | Park                           | Park, zugehörig zum Schloss Wernersdorf                                     | 631/506/J | Park           |

### Piastów(Kaiserswaldau)
| Lage                            | Objekt                        | Beschreibung                                                                                                | NID-Nr.   | Bild           |
| ------------------------------- | ----------------------------- | --- | --------- | -------------- |
| Piechowice (Piastów) (Standort) | Filialkirche „Corpus Christi“ | röm.-kath. Filialkirche „Corpus Christi“ (2. Hälfte 14. Jh., 15. und 16. Jh.), mit Friedhof und Einfriedung | 629/946/J | weitere Bilder |
| Piechowice (Piastów) (Standort) | Friedhof                      | Friedhof (2. Hälfte 19. Jh.), gehört zu Nr. 592105                                                          | 29/946/J  | weitere Bilder |
| Piechowice (Piastów) (Standort) | Umfriedung                    | Umfriedung des Friedhofs mit Tor                                                                            | ohne      | weitere Bilder |